# Хорнзор (Чебоксарский район)
Хорнзо́р (чув. Хурӑнсар) — деревня в Чебоксарском районе Чувашской Республики. Входит в состав Вурман-Сюктерского сельского поселения.

## География
Находится в северной части Чувашии, на расстоянии приблизительно 22 км на запад-северо-запад по прямой от районного центра поселка Кугеси.

## История
Известна с 1859 года, когда здесь было 7 дворов и 36 жителей. В 1897 году было 77 жителей, в 1926 — 21 двор, 111 жителей, в 1939—119 жителей, в 1979—112. В 2002 году было 29 дворов, в 2010 — 24 домохозяйства. В период коллективизации был образован колхоз «Тир», в 2010 году действовал СХПК «Атăл».

## Население
Постоянное население составляло 75 человек (чуваши 100 %) в 2002 году, 68 в 2010.